# Копачи (Хунедоара)
Копачи (рум. Copaci) насеље је у округу Хунедоара, у општини Тотешти, у Румунији. Oпштина се налази на надморској висини од 352 m.

## Становништво
Према подацима из 2002. године у насељу је живело само 3 становника.